# Jakarta Open 1993
Il Jakarta Open 1993 è stato un torneo di tennis giocato sul cemento. È stata la 1ª edizione del Jakarta Open, che fa parte della categoria World Series nell'ambito dell'ATP Tour 1993.
Il torneo si è giocato a Giacarta in Indonesia dall'11 al 17 gennaio 1993.

## Campioni

### Singolare maschile
Michael Chang ha battuto in finale  Carl-Uwe Steeb con il punteggio di 2–6, 6–2, 6–1

### Doppio maschile
Diego Nargiso /  Guillaume Raoux hanno battuto in finale  Jacco Eltingh /  Paul Haarhuis con il punteggio di 7–6, 6–7, 6–3